# Línea 106 (EMT Madrid)
La línea 106 de la EMT de Madrid une la Plaza de Manuel Becerra con Vicálvaro.

## Características
La línea 106 comenzó el 1 de abril de 1980 al sustituir las líneas periférica P-6 Ventas - Vicálvaro y P-7 Ventas - Barrio de Bilbao, éstas acabaron la concesión el día anterior que pasaron a manos de la EMT.
La línea unía originalmente Ventas con Vicálvaro a través de un tramo de la calle de Alcalá y la Avenida de Daroca. Años después se amplió desde Ventas hasta Manuel Becerra y pasó a dar un rodeo por el sur de los distritos de Ciudad Lineal y San Blas-Canillejas, pero tras quedar la Avenida de Daroca partida en dos por el nudo donde se cruza la autopista M-40 con la Autopista Radial 3, la línea pasó a circular por la Calle de Aquitania (la vuelta por la Avenida de Guadalajara), entrando a Vicálvaro por la Avenida de Canillejas a Vicálvaro.
El recorrido dentro de Vicálvaro se ha ido ampliando con el crecimiento del distrito, atendiendo actualmente parte del casco histórico y parte de Ambroz.
El 9 de enero de 2012 se amplió su recorrido en Vicálvaro. Se trataba de dotar de transporte público a la nueva zona residencial conocida como La Catalana (en el barrio de Ambroz del distrito de Vicálvaro). Prolongó su recorrido desde su antigua cabecera en la calle de Villablanca hasta el mencionado desarrollo urbanístico a través de la carretera a la estación de O'Donnell y las calles de Francisca Torres Catalán y Abad Juan Catalán. La denominación y horario de la línea no experimentaron cambios.

### Frecuencias
| Lunes a viernes laborables |               |
| De 6:00 a 8:00             | 10-15 minutos |
| De 8:00 a 18:00            | 10-11 minutos |
| De 18:00 a 23:00           | 12-23 minutos |
| Sábados laborables         |               |
| De 6:00 a 9:00             | 16-25 minutos |
| De 9:00 a 21:00            | 15-18 minutos |
| De 21:00 a 23:00           | 17-24 minutos |
| Domingos y festivos        |               |
| De 7:00 a 10:00            | 17-33 minutos |
| De 10:00 a 20:00           | 17-20 minutos |
| De 20:00 a 23:00           | 18-25 minutos |

## Recorrido y paradas

### Sentido Vicálvaro
La línea inicia su recorrido en la Plaza de Manuel Becerra, desde la cual sale por la calle de Alcalá para circular por la misma hasta pasar el Puente de las Ventas sobre la M-30, girando entonces a la derecha para incorporarse a la Avenida de Daroca.
Recorre esta avenida hasta la intersección con la calle de Francisco Largo Caballero, girando a la izquierda para tomar ésta y poco después a la derecha por la calle Nicolás Salmerón, que recorre entera desembocando en la Plaza de Alsacia.
Desde esta plaza, sale por la calle Aquitania, que recorre hasta la intersección con la Avenida de Canillejas a Vicálvaro, donde gira a la derecha para incorporarse a ésta. Por esta avenida entra en Vicálvaro llegando a la Plaza de la Vicalvarada, donde sigue de frente por el Paseo de los Artilleros, que abandona en la siguiente intersección girando a la derecha por la calle Calahorra.
A través de esta calle, la línea llega a la Avenida de Daroca en el tramo de Vicálvaro, que recorre hasta el final, siguiendo de frente por la calle San Cipriano, por la que circula hasta la intersección con la calle Caños de San Pedro. En este punto se desvía por ésta para girar de nuevo y tomar la calle Forges, por la que llega a la calle Jardín de la Duquesa, que toma para salir a la calle Villablanca, que toma en dirección sureste.
Circulando por la calle Villablanca, la línea llega hasta la intersección con la Gran Vía del Este y continúa hacia el nuevo desarrollo de La Catalana por las calles Abad Juan Catalán y carretera de Vicálvaro a la estación de O'Donnell, donde tiene su cabecera.
| Código | Parada                                         | Común con               | Conexiones con Metro   | Otros |
| ------ | ---------------------------------------------- | ----------------------- | ---------------------- | ----- |
| 3749   | MANUEL BECERRA                                 |                         | Manuel Becerra         |       |
| 685    | Alcalá-Parque de Bomberos                      | 12 21 38 53 110 146 210 |                        |       |
| 756    | Ventas                                         | 38 110 146 210          | Ventas                 |       |
| 1078   | Avenida de Daroca-Ricardo Ortiz                | 110 210                 | El Carmen              |       |
| 4567   | Avenida de Daroca-Apóstol Santiago             |                         |                        |       |
| 1079   | Avenida de Daroca-Mateo García                 |                         |                        |       |
| 953    | Avenida de Daroca-Miguel de Unamuno            |                         |                        |       |
| 1080   | Avenida de Daroca-Santa Prisca                 |                         |                        |       |
| 1082   | Cementerio La Almudena                         |                         |                        |       |
| 1084   | Largo Caballero-Avenida Daroca                 |                         | La Almudena            |       |
| 263    | Cementerio Civil                               |                         |                        |       |
| 261    | Nicolás Salmerón-Crematorio                    |                         |                        |       |
| 259    | Nicolás Salmerón-Matamorosa                    |                         |                        |       |
| 257    | Nicolás Salmerón-Paredes de Nava               |                         |                        |       |
| 5323   | Nicolás Salmerón-Alsacia                       |                         |                        |       |
| 4635   | Alsacia                                        | 140 E2                  | Alsacia                |       |
| 4636   | Aquitania-Capri                                | 140 159 E2 287          |                        |       |
| 3658   | Aquitania-Nuremberg                            | 140 159 287             |                        |       |
| 4637   | Aquitania-República Eslovaca                   | 140 159 E2 287          |                        |       |
| 4210   | Aquitania-Toscana                              | 140 153 159 E2 287      | Avenida de Guadalajara |       |
| 1210   | Avenida de Canillejas-Toscana                  | 4 159 287               |                        |       |
| 4612   | Avenida de Canillejas-M40                      | 4 159 287               |                        |       |
| 3758   | Plaza de la Vicalvarada                        | 4 100 287               |                        |       |
| 1213   | Artilleros-Calahorra                           | 4 100 287               |                        |       |
| 1076   | Calahorra                                      | 4 130                   |                        |       |
| 1066   | Avenida de Daroca-Calahorra                    | 4 100 130               |                        |       |
| 1067   | Avenida de Daroca-Campus Universitario         | 4 100 130               |                        |       |
| 4546   | Metro Vicálvaro                                | 4 E3 E5 287             | Vicálvaro              |       |
| 4552   | San Cipriano                                   | 4 E3 E5 287             | San Cipriano           |       |
| 4555   | San Cipriano-Forges                            | 4                       |                        |       |
| 4568   | Forges-Efigenia                                |                         |                        |       |
| 4570   | Forges-Jardín de la Duquesa                    |                         |                        |       |
| 4563   | Villablanca-Sepiolita                          | 100 159                 |                        |       |
| 3875   | Villablanca-Gran Vía del Este                  | 100 159                 |                        |       |
| 5772   | Abad Juan Catalán                              |                         |                        |       |
| 5445   | VICÁLVARO (Ctra. Vicálvaro a E. O'Donnell, 17) |                         |                        |       |

### Sentido Manuel Becerra
El recorrido de vuelta es igual al de ida pero en sentido contrario con dos excepciones:
- Circula por la Avenida de Guadalajara en vez de hacerlo por la calle Aquitania.
- Llegando al principio de la Avenida de Daroca, se desvía por la calle Mateo García para salir a la calle de Alcalá, pues el tramo inicial de la Avenida de Daroca es de sentido único.

| Código | Parada                                         | Común con            | Conexiones con Metro   | Otros |
| ------ | ---------------------------------------------- | -------------------- | ---------------------- | ----- |
| 5445   | VICÁLVARO (Ctra. Vicálvaro a E. O'Donnell, 17) |                      |                        |       |
| 3876   | Villablanca-Gran Vía del Este                  | 100 159              |                        |       |
| 4564   | Villablanca-Sepiolita                          | 100 159              |                        |       |
| 4571   | Forges-Jardín de la Duquesa                    |                      |                        |       |
| 4569   | Forges-Efigenia                                |                      |                        |       |
| 4556   | San Cipriano-Forges                            | 4                    |                        |       |
| 1069   | San Cipriano                                   | 4 E3 E5 287          | San Cipriano           |       |
| 1074   | Metro Vicálvaro                                | 4 E3 E5 287          | Vicálvaro              |       |
| 4647   | Avenida de Daroca-Campus Universitario         | 4 100                |                        |       |
| 4549   | Avenida de Daroca-Calahorra                    | 4 100                |                        |       |
| 5367   | Artilleros-Calahorra                           |                      |                        |       |
| 4548   | Plaza de la Vicalvarada                        | 100 287              |                        |       |
| 4613   | Avenida de Canillejas-M40                      | 4 159 287            |                        |       |
| 1211   | Avenida de Canillejas-Toscana                  | 4 159 287            |                        |       |
| 4611   | Avenida de Canillejas-Suecia                   | 4 159 287            |                        |       |
| 4509   | Avenida de Guadalajara-Albericia               | 140 159 E2 287       | Avenida de Guadalajara |       |
| 4507   | Avenida de Guadalajara-República Eslovaca      | 140 159 E2 287       |                        |       |
| 4400   | Avenida de Guadalajara-Capri                   | 140 159 287          |                        |       |
| 4655   | Alsacia                                        | 140 E2               | Alsacia                |       |
| 5324   | Nicolás Salmerón-Alsacia                       | 70                   |                        |       |
| 256    | Nicolás Salmerón-Paredes de Navas              | 70                   |                        |       |
| 258    | Nicolás Salmerón-Matamorosa                    | 70                   |                        |       |
| 260    | Nicolas Salmerón-Crematorio                    | 70                   |                        |       |
| 262    | Cementerio Civil                               | 70                   |                        |       |
| 1086   | Largo Caballero-Avenida Daroca                 |                      |                        |       |
| 1085   | Avenida de Daroca-Arriaga                      |                      | La Almudena            |       |
| 1083   | Cementerio La Almudena                         |                      |                        |       |
| 1081   | Avenida de Daroca-Santa Prisca                 |                      |                        |       |
| 952    | Avenida de Daroca-Miguel de Unamuno            |                      |                        |       |
| 1091   | Avenida de Daroca-Mateo García                 |                      |                        |       |
| 1092   | Alcalá-Alcalde López Casero                    |                      |                        |       |
| 759    | El Carmen                                      | 38 146               | El Carmen              |       |
| 757    | Ventas                                         | 21 38 110 146 210    | Ventas                 |       |
| 5146   | Alcalá-Parque de Bomberos                      | 21 38 53 110 146 210 |                        |       |
| 684    | Manuel Becerra                                 | 21 38 53 110 146 210 | Manuel Becerra         |       |
| 3749   | MANUEL BECERRA                                 |                      | Manuel Becerra         |       |

## Galería de imágenes

Mapa zonal de la estación de metro de Ventas con los recorridos de las líneas de autobuses, entre las que aparece el 106.
Mapa zonal de la estación de metro de El Carmen con los recorridos de las líneas de autobuses, entre las que aparece el 106.
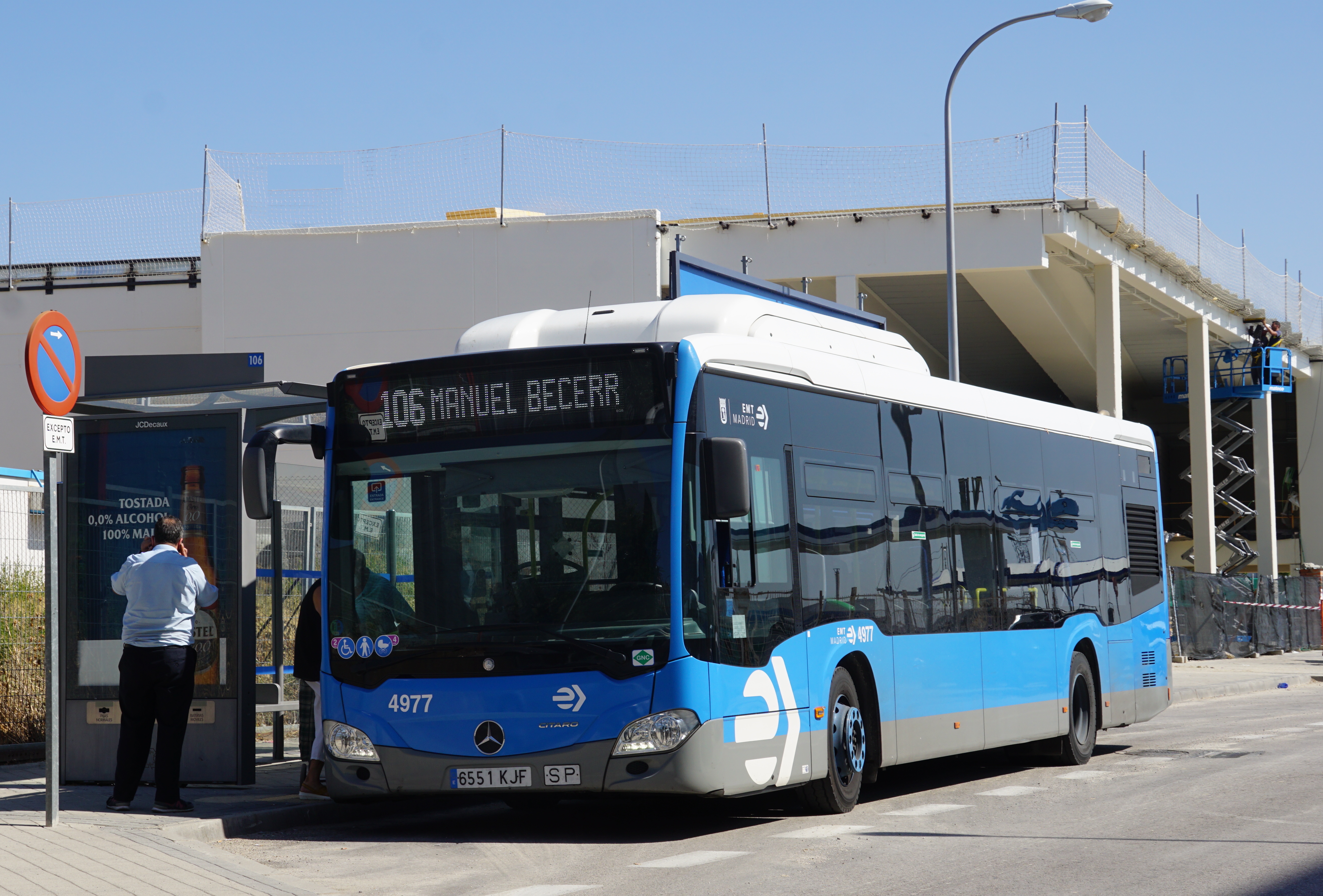
Final de la línea en el Barrio La Catalana de Vicálvaro